# Divisão celular assimétrica
Divisão assimétrica é o evento em que uma célula-mãe dá origem a duas células filhas distintas entre si. Este processo está presente desde  procariotos até mamíferos e desempenha um importante papel na diversidade celular desses organismos. Ao contrário da mitose convencional, que é fundamentalmente proliferativa, a divisão celular assimétrica garante o sucesso  das linhagens celulares ao evoluírem por meio de estratégias de diferenciação e comprometimento.
Uma divisão celular pode ser considerada assimétrica quando:
- Duas células-filha possuem tamanhos diferentes;
- O potencial de se comprometer com determinadas linhagens celulares é diferente entre as células-filha;
- Componentes celulares são distribuídos de maneira polarizada e segredada na célula-mãe, de forma que, ao final da divisão celular, apenas uma célula-filha os carregue.[2] Por exemplo, uma distribuição assimétrica de mRNA é fundamental para determinar qual das células-filha irá se diferenciar e qual irá permanecer com as mesmas características da célula-mãe (promovendo assim, a manutenção do tipo celular) em células gliais de camundongos.[3]

Tendo em vista se tratar de um mecanismo extremamente relevante para o sucesso do desenvolvimento e manutenção de organismos vivos, desequilíbrios homeostáticos podem fazer com que a divisão celular assimétrica esteja envolvida em fenômenos patológicos de doenças como câncer.

## Histórico
Entre os anos 80 e 90, uma série de experimentos em Caenorhabditis elegans e Drosophila melanogaster permitiram a compreensão da maquinaria de genes e constituintes celulares que estariam envolvidos na diferenciação celular assimétrica.

### Primeiras divisões celulares deC. elegans

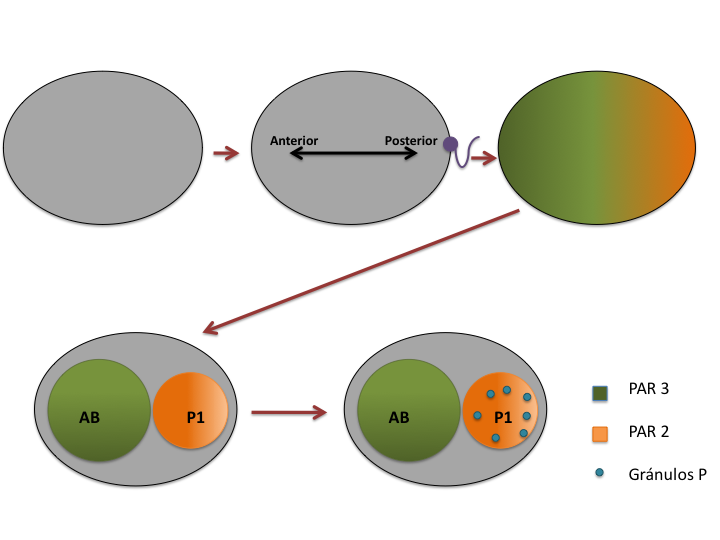
Polarização celular em C. elegans.

O escolha do nematoide como modelo experimental para a compreensão da divisão celular assimétrica à nível molecular foi particularmente inteligente: o desenvolvimento inicial do embrião de C. elegans é  composto por uma série de divisões assimétricas que são cruciais para a formação dos principais eixos corporais (AP, DV e LR). A primeira clivagem do embrião é a mais importante e origina as células AB (mais larga) e P1 (mais estreita), a partir da célula zigótica P0. Nesta primeira divisão celular assimétrica, a localização polarizada dos grânulos P na porção posterior de P0 determina que a  célula-filha derivada da porção posterior seja precursora da linhagem germinativa. A outra célula-filha, em contrapartida, carece de tal potencial germinativo. Ao final das cinco primeiras clivagens assimétricas, o embrião é formado por seis tipos celulares: AB, MS, E, C, D e P4, sendo os quatro primeiros chamados de "células fundadoras" e o último, a quarta célula  formada com o objetivo de continuar a linhagem celular das células-tronco.
No meio dos anos 90, estudos de mutagênese em C. elegans identificaram a família de genes PAR como peça-chave para o processo de clivagens assimétricas.

### Desenvolvimento do sistema nervoso periférico deDrosophila melanogaster

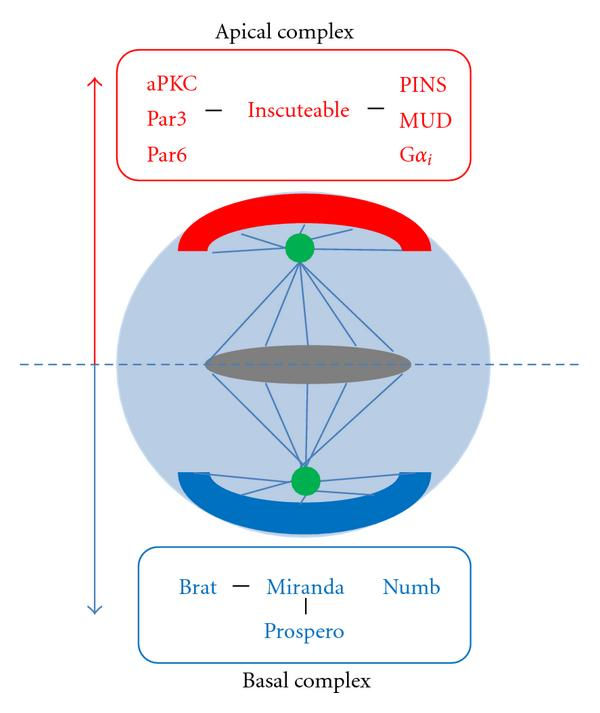
Divisão assimétrica em D. melagonaster.

A formação das cerdas da superfície da mosca de fruta D. melanogaster deriva de uma célula precursora do órgão sensorial (do inglês SOP, sensorial organ precursor cell). A divisão assimétrica dessa célula precursora dá origem às células-filha IIa e IIb. A célula IIb herda a proteína Numb, que desempenha um importante papel na diferenciação e comprometimento celular durante o desenvolvimento. A presença de Numb induz a degradação do fator Notch, bem como a remoção de seus receptores na membrana de IIb. A célula IIa, em contrapartida, carece do gene Numb e, por isso, mantém conservada toda a via de sinalização Notch. Tal diferença nos constituintes celulares das células IIa e IIb resulta em linhagens celulares derivadas completamente diferentes: a primeira dá origem à células de cabelo e a segunda, à células da glia. Os experimentos envolvidos nesta descoberta baseiam-se na mutagênese de cepas de Drosophila que, após a super expressão de dNumb (Drosophila Numb), originaram duas células-filha do tipo IIb. Por outro lado, a supressão de dNumb resultou na proliferação exclusiva de células que originalmente derivam de IIa.
Tais resultados sugerem, então, que a polarização de um determinante celular é fundamental para que as células sigam cada qual a sua linhagem determinante.

## Família de genes PAR
Estudos de mutagênese em C. elegans revelaram a existência da família de genes PAR e sua função na divisão celular assimétrica.
Em oócitos de cepas selvagens foi observado uma distribuição correta de grânulos P que, normalmente, são segregados na primeira clivagem. Mutantes do gene par, em contrapartida, apresentaram uma distribuição anormal dos grânulos P, além dos fusos mitóticos estarem posicionados de forma incorreta, concluindo que esta família de genes desempenha grande função na polarização de constituintes celulares e no bom funcionamento da maquinaria celular envolvida nas divisões. Experimentos posteriores mostraram, ainda, que os próprios genes par também se distribuem de forma assimétrica ao longo da célula: par-3 e par-6 estão localizados na porção anterior do embrião, enquanto que par-1 e par-2 estão localizados na porção posterior.

## Dois modelos de divisão celular assimétrica
Ao comparar as clivagens assimétricas que ocorrem nas primeiras fases embrionárias de C. elegans e nos precursores de órgãos sensoriais de D. melanogaster, algumas diferenças são notadas: no primeiro exemplo, a primeira divisão celular origina uma célula fundadora (AB) e uma célula-tronco (P0), e tal perfil se mantém até o fim da quinta clivagem, em que são formadas as células D (fundadora) e P4 (célula-tronco). Nos órgãos sensoriais de Drosophila, contudo, ambas as células-filha perdem a característica de célula-tronco e adquirem diferentes destinos. Esses desfechos distintos do processo assimétrico conseguem exemplificar os eventos de renovação assimétrica em C. elegans e diferenciação assimétrica em D. melanogaster. 

## Divisão celular assimétrica nas células-tronco

### Processos assimétricos na hematopoiese

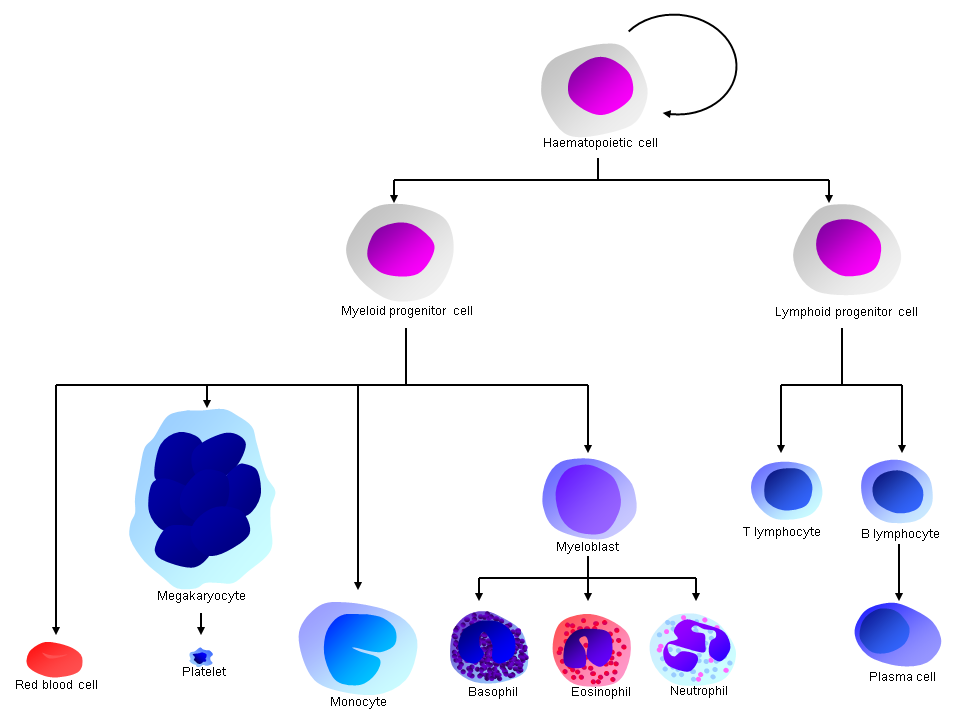
Hematopoiese.

O conhecimento que envolve os mecanismos de divisão celular assimétrica em mamíferos permanece escasso mesmos nos dias de hoje, mas o uso de células-tronco somáticas (especificamente, a célula-tronco hematopoiética) como modelo permitiu diversas descobertas sobre de que forma a divisão celular assimétrica atua na formação de novas células em humanos adultos. As células-tronco somáticas estão presentes em vários tecidos adultos e mantiveram sua capacidade de se diferenciar em vários tipos celulares (tal como fazem as células-tronco embrionárias mas a um nível de potência celular menor) ao criar, durante a divisão celular assimétrica, uma célula-filha com potencial para se comprometer com uma linhagem celular específica e outra que se mantém indiferenciada. Dentre elas destaca-se a célula-tronco hematopoietica, capaz de originar todas as linhagens sanguíneas, sendo, então, multipotente.

#### Histórico
Experimentos com células filhas emparelhadas mostraram que cerca de 20-40 por cento das células-filha da mesma célula progenitora hematopoiética apresentavam diferentes níveis de proliferação e diferenciação. Apesar dessa descoberta poder ser facilmente explicada pela divisão celular assimétrica, havia, também, a possibilidade de comunicações pós-mitóticas entre as células filhas estarem ocasionando a assimetria funcional observada. A fim de esclarecer esta questão, foi iniciada uma busca por marcadores que, ao serem distribuídos de maneira polarizada na célula progenitora hematopoiética (CPH), seriam os responsáveis pelas diferentes características entre as células-filha. Após cultivo de células-tronco progenitoras da linhagem hematopoietica, foi observado que, conforme a divisão celular ocorria, a porcentagem de células com o marcador de membrana CD133 expresso à níveis menores em relação à célula-mãe (chamadas de CD133low), aumentava. Posteriormente, ensaios de citometria de fluxo revelaram outros quatro marcadores de membrana que se expressavam de maneira diferente nas células CD133 e CD33low: CD53, CD62L, CD63 e CD71. Adicionalmente, foi observado que os cinco marcadores identificados se distribuíam de maneira assimétrica na célula progenitora da linhagem hematopoietica, o que evidenciou, pela primeira vez, a existência de divisões celulares assimétricas nas CPH. Essa descoberta foi fundamental para o entendimento sobre os passos iniciais da diferenciação da célula progenitora hematopoietica: Após a divisão celular, células que expressam o marcador de membrana CD133 são progenitoras linfóides (que originará os linfócitos T, B e natural killer) enquanto que células CD133low são progenitoras mielóides e originarão granulócitos, eritrócitos e células produtoras de plaquetas.

### GeneNumbna divisão assimétrica de células-tronco musculares
A via de sinalização Notch/Numb, que desempenha importante função na divisão assimétrica da célula precursora do órgão sensorial de Drosophila melanogaster, se mantém conservado em humanos e sua polarização está relacionada com a divisão de células-tronco musculares: quando Numb está presente em uma das células-filha, há inibição da via de sinalização Notch e transcrição de genes envolvidos na miogênese. Na célula-filha onde não há expressão de Numb, contudo, o receptor Notch-1 é clivado e enviado ao núcleo, onde há inibição de fatores de transcrição envolvidos na miogênese.

## Divisão celular assimétrica em plantas
Em angiospermas, o zigoto divide-se assimetricamente para dar origem à célula terminal (menor, e que dará origem ao embrião) e à célula  basal (maior, que dará origem à estrutura suspensora que, ao longo do desenvolvimento, irá degenerar).

## Divisão celular assimétrica no câncer
A fisiopatologia concreta do câncer pode ser considerada de alta complexidade tendo em vista se tratar de uma doença multifatorial, na qual estão envolvidos fatores genéticos e ambientas. Do ponto de vista molecular, é sabido que o acúmulo de mutações (como delações, inversões ou até mesmo modificações epigenéticas) ao longo do tempo é um dos grandes gatilhos para o surgimento de tumores, e experimentos mostraram que a má regulação da divisão celular assimétrica pode estar diretamente relacionada com a ocorrência de câncer.

### Mutações na aPKC deDrosophila melanogastere ocorrência de tumores
APCK, também conhecida como proteína quinase atípica, é uma das enzimas responsáveis por fosforilar diversas moléculas envolvidas na divisão celular assimétrica. A fosforilação de Numb via aPKC, por exemplo, é a responsável por fazer com que este gene esteja distribuído de maneira polarizada, proporcionando uma divisão celular assimétrica corretamente regulada. A fosforilação de Numb na região apical garante a ativação da via de sinalização Notch e, consequentemente, a conservação do potencial de auto-renovação da célula-filha que descende desta porção da célula. Experimentos revelaram que mutações na aPKC de D. melanogaster silenciaram o gene Numb em ambas as porções da célula (apical e basal), fazendo com que esta adquirisse potencial de auto-renovação exacerbado, ocasionando tumores nos neuroblastos.

### Alterações na regulação deNumbe proteínaspare aparecimento de tumores em mamíferos
Em mamíferos, a via de sinalização Notch/Numb e a família de proteínas par mantêm-se conservadas e desempenhando importante função na polarização de células durante a divisão celular assimétrica. Foi observado em células gliais de mamíferos que a super expressão de par-3 resulta no silenciamento de Numb e na ativação da via de sinalização Notch. O resultado é uma divisão simétrica que gera duas células-filha com o potencial de renovação conservado, o que pode favorecer o aparecimento de células tumorais.
Foram documentadas diversas alterações nos genes envolvidos na divisão assimétrica que foram detectadas em tumores: Deleções de par-3 e par-6 foram identificadas em neoplasias epiteliais e carcinomas de células escamosas. Tais deleções também foram encontradas em câncer de pulmão, e alterações em par-3 também foram identificadas nos cânceres de bexiga, cabeça, esôfago e próstata.
Portanto, fica claro que modificações na polaridade de determinantes apicais nas células-mãe pode fazer com que o potencial proliferativo que pertenceria à somente uma célula-filha passe a pertencer à ambas e, dessa forma, a auto renovação e proliferação em excesso poderiam propiciar o aparecimento de câncer.